# Aedes longiseta
Aedes longiseta är en tvåvingeart som beskrevs av Edwards 1936. Aedes longiseta ingår i släktet Aedes och familjen stickmyggor. Inga underarter finns listade i Catalogue of Life.